# Központi Aero- és Hidrodinamikai Intézet
A Központi Aero- és Hidrodinamikai Intézet, rövidítve CAGI (oroszul: ЦАГИ – Центральный аэрогидродинамический институт / Centralnij aerogidrogyinamicseszkij insztyitut) a Moszkva központjától 35 km-re fekvő Zsukovszkijban működő, aerodinamikai kutatásokkal és kísérletekkel foglalkozó orosz kutatóintézet. Az intézet 60 db, különféle méretű szélcsatornával rendelkezik. A CAGI laboratóriumaiban az aerodinamikai vizsgálatok mellett a repülőeszközök szilárdsági és akusztikai vizsgálatai is elvégezhetők. A repülőgépek vizsgálata és tesztjei mellett az intézetben az aerodinamikával kapcsolatos elméleti, kísérleti és alkalmazott kutatások is folynak.
1994-től állami kutatóintézeti státusban működik. Munkatársainak száma 2008-ban 3500 volt. Közülük közel 700 fő tudományos munkatársi minőségben dolgozik a CAGI-ban.

## Története
Az intézetet 1918. december 1-jén hozta létre Moszkvában az szovjet–orosz aerodinamika egyik úttörője, Nyikolaj Zsukovszkij. Irodáik és laboratóriumaik a Ragyio utcában voltak (akkori nevén Voznyeszenszkaja utca), a Jauza folyó partján, öt kilométerre a Kremltől, Moszkva politikai központjától. 1919 közepére már harminchárman dolgoztak az intézetben (beleértve Tupoljevet és Zsukovszkijt); a legnagyobb részleg a repülési osztály volt. Zsukovszkij 1921-ben bekövetkezett halála után Szergej Csapligin vette át a CAGI vezetését. Az intézet 1935-ben Moszkván kívülre, a mai Zukovszkij városába költözött, de a fővárosban is maradt egy egysége. A kutatóintézet munkatársainak elhelyezésére egy telepet hoztak létre, amely fokozatosan gyarapodott. A települést előbb Sztahanovo névre keresztelték, majd a CAGI alapítójának, Zsukovszkijnak a nevét vette fel.
Az aerodinamikai kutatások mellett egyre hangsúlyosabban jelent meg a repülőgépek aerodinamikai és szilárdsági vizsgálata is. A CAGI-n belül 1922-ben alakult meg Andrej Tupoljev vezetésével egy csoport, melynek feladata a fémépítésű gépek tanulmányozása és tervezése volt. E csoport 1936-ig működött a CAGI keretei között, és tevékenysége során olyan gépek jöttek létre, mint a TB-bombázók sorozata. Tupoljev tervezőcsoportja 1926-tól már kísérleti üzemmel is rendelkezett. Tupoljev csoportja a kísérleti üzemmel együtt 1936-ban kivált a CAGI-ból és önálló tervezőirodaként, illetve üzemként (156. sz. repülőgépgyár) működött tovább.
A Tupoljev tervezőiroda mellett a CAGI egyes részegységei bázisán több más önálló intézet jött létre az 1930-as, 1940-es években. 1941-ben alakult meg a repülőgépek tesztelésével foglalkozó Repülőkísérleti Intézet (LII). 1930-ban jött létre a CAGI légcsavarokkal foglalkozó részlegének és a Gépjárműmotorok Tudományos Kutatóintézet (NAMI) repülőgépmotor részlegének összeolvadásával a Központi Repülőgépmotor Intézet (CIAM). 1932-ben hozták létre a repülőgépgyártásban használatos anyagok kutatásával foglalkozó Repülőgépgyártási Anyagok Össz-szovjet Tudományos Kutatóintézetét (VIAM). 1941 augusztusában, a Szovjetunió elleni német támadás után határozott a szovjet vezetés a CAGI egy második aerodinamikai kutatóközpontjának létrehozásáról a szibériai Novoszibirszkben. A hadi helyzet romlása miatt 1941 októbere és novembere folyamán mintegy 500 szakembert, továbbá gépeket, berendezéseket és műszereket költöztettek át a novoszibirszki intézetbe. A háború után az átköltöztetett szakemberekkel és az evakuált infrastruktúrával megalakult az önálló Szibériai Repülési Tudományos Kutatóintézet (SzibNIA), amely később Szergej Csapligin nevét vette fel.
A második világháborút követő időszakban a CAGI a tervezőirodákkal együttműködve a szovjet repülőgépgyártás szinte valamennyi típusának aerodinamikai és szilárdsági vizsgálatában részt vett. A repülőgépek mellett rakéták és űrsiklók (például Enyergija hordozórakéta és a Buran űrsikló) vizsgálatai is a CAGI-ban zajlottak.
1977-től a Szovjetunió felbomlásáig, 1992-ig az ukrajnai Krímben, Vidvazsne (oroszul: Otvazsnoje) faluban a CAGI egy vitorlázó repülőgépekkel foglalkozó kutatóbázissal rendelkezett. Ez napjainkban Koktyebel Vitorlázórepülő Sportközpont néven működik.
Munkatársainak létszáma a szovjet időszak végén meghaladta a 14 ezret, ez a szám napjainkra 3500-ra csökkent.

## A CAGI-hoz kötődő ismert tudósok és repülőgép-tervezők
- Nyikolaj Zsukovszkij
- Szergej Csapligin
- Pavel Szuhoj
- Andrej Tupoljev
- Alekszandr Arhangelszkij
- Vlagyimir Petljakov
- Vlagyimir Mjasziscsev

## Külső hivatkozások
- A CAGI honlapja
- A CAGI a Google Maps-en